# Sympistis collaris
Sympistis collaris là một loài bướm đêm thuộc họ Noctuidae. Nó được tìm thấy ở Texas.
Sải cánh dài khoảng 33 mm.